# Fondation Simone et Cino Del Duca
La fondation Simone et Cino Del Duca, inaugurée en 1975 par Simone Del Duca, est située dans le 8e arrondissement de Paris, dans l’hôtel Pereire en bordure du parc Monceau. Par le biais de prix et de subventions, elle œuvre pour le rayonnement des sciences, des arts et des lettres en France et à l’étranger. En 2005, selon les vœux testamentaires de sa fondatrice, elle devient une fondation abritée de l’Institut de France.

## Historique

### Le projet
La fondation Simone et Cino Del Duca est née de la volonté de perpétuer la mémoire de Cino Del Duca. Né en 1899 en Italie dans un milieu très modeste, celui-ci immigre en France dans les années 1930. Au moment de son décès, en 1967, il dirigeait le 4e groupe de presse français, les Éditions mondiales. 
Au début des années 1970, alors première contribuable de France et dépourvue d’héritier direct, Simone Del Duca souhaite prolonger les actions philanthropiques de son mari. Pour investir sa fortune dans une œuvre utile tout en perpétuant sa mémoire, elle envisage la création d’une fondation à leurs noms. 
La fondation est créée en 1975, s’inscrivant ainsi dans le sillage des fondations françaises fonctionnant sur le principe, introduit en France par le rapport Pomey de 1966, du « charitable trusts » comme d’autres grandes fondations généralistes de l’époque telle que la Fondation de France .
Le 10 décembre 1974, Simone Del Duca dépose les statuts de sa fondation, reconnue d’utilité publique par décret du Conseil d'État le 21 janvier 1975. La fondation est officiellement inaugurée le 24 juin 1976, par un discours de Simone Veil, alors ministre de la Santé.

La mission initiale de la fondation est : 

« de favoriser la recherche pour lutter contre les maux dont souffre l’Humanité, tels que notamment le cancer, la leucémie, les maladies cardiaques et les handicaps physiques et mentaux », mais aussi « d’assurer la conservation, la mise en valeur et l’enrichissement du milieu naturel comme du patrimoine scientifique et culturel de l’homme. »

### L’hôtel Pereire

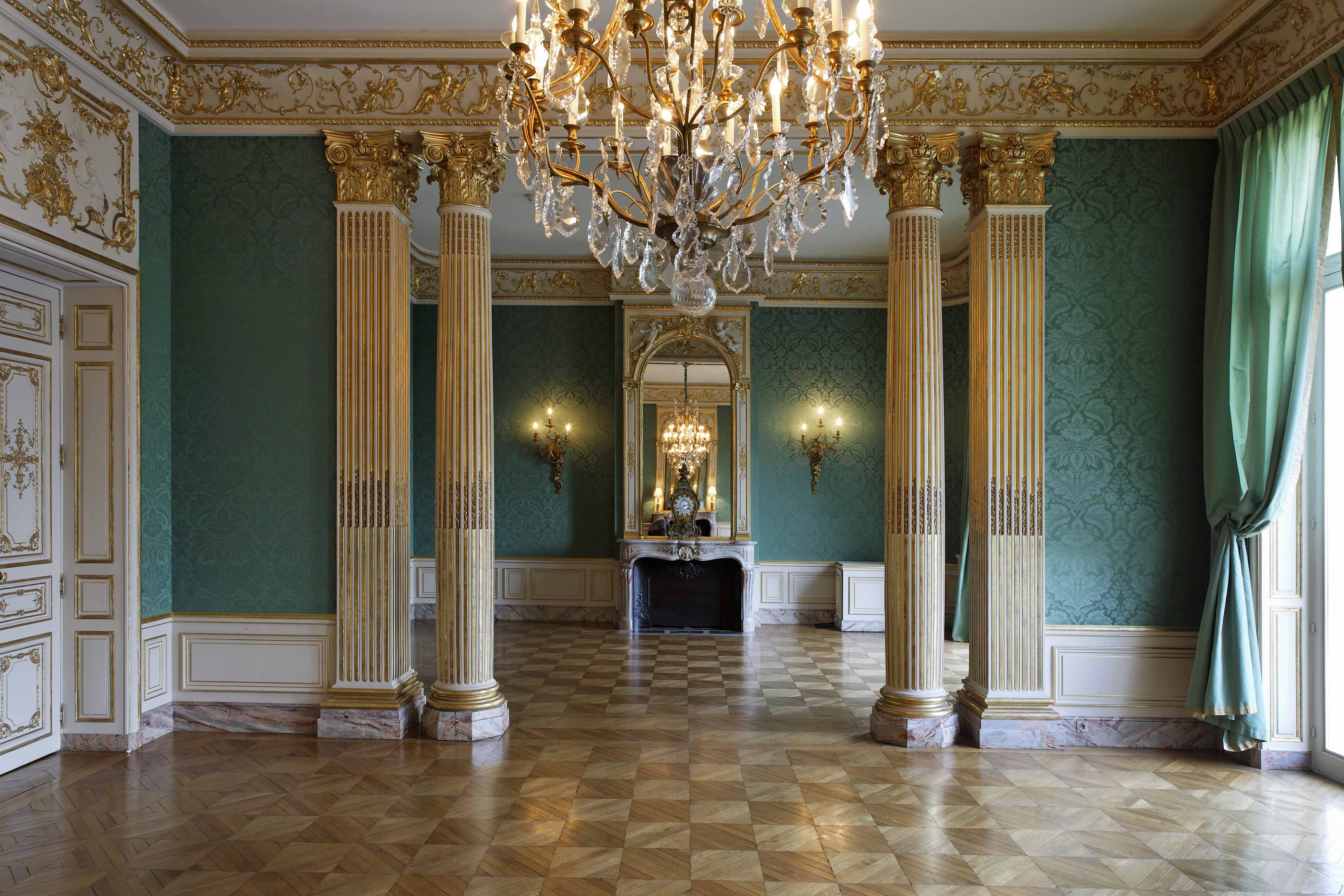
Le grand salon de l'hôtel Pereire.

Commandé par Émile II Pereire, cet hôtel fut construit entre 1879 et 1881 sur les plans de l’architecte William Bouwens van der Boijen dans un style classique des XVIIe et XVIIIe siècles français. Le bâtiment, situé rue Alfred-de-Vigny à Paris, s’élève entre une cour ouverte sur la rue et un petit jardin avec accès direct au parc Monceau,.
Il est aujourd’hui aménagé comme un lieu de rencontres et de débats, s'ouvre pour la première fois au public en 2024 lors des Journées du patrimoine, continue à proposer la mise à disposition des salons pour des tournages ou des séminaires d'entreprise…

## La fondation

### La  «grande œuvre» de Simone Del Duca

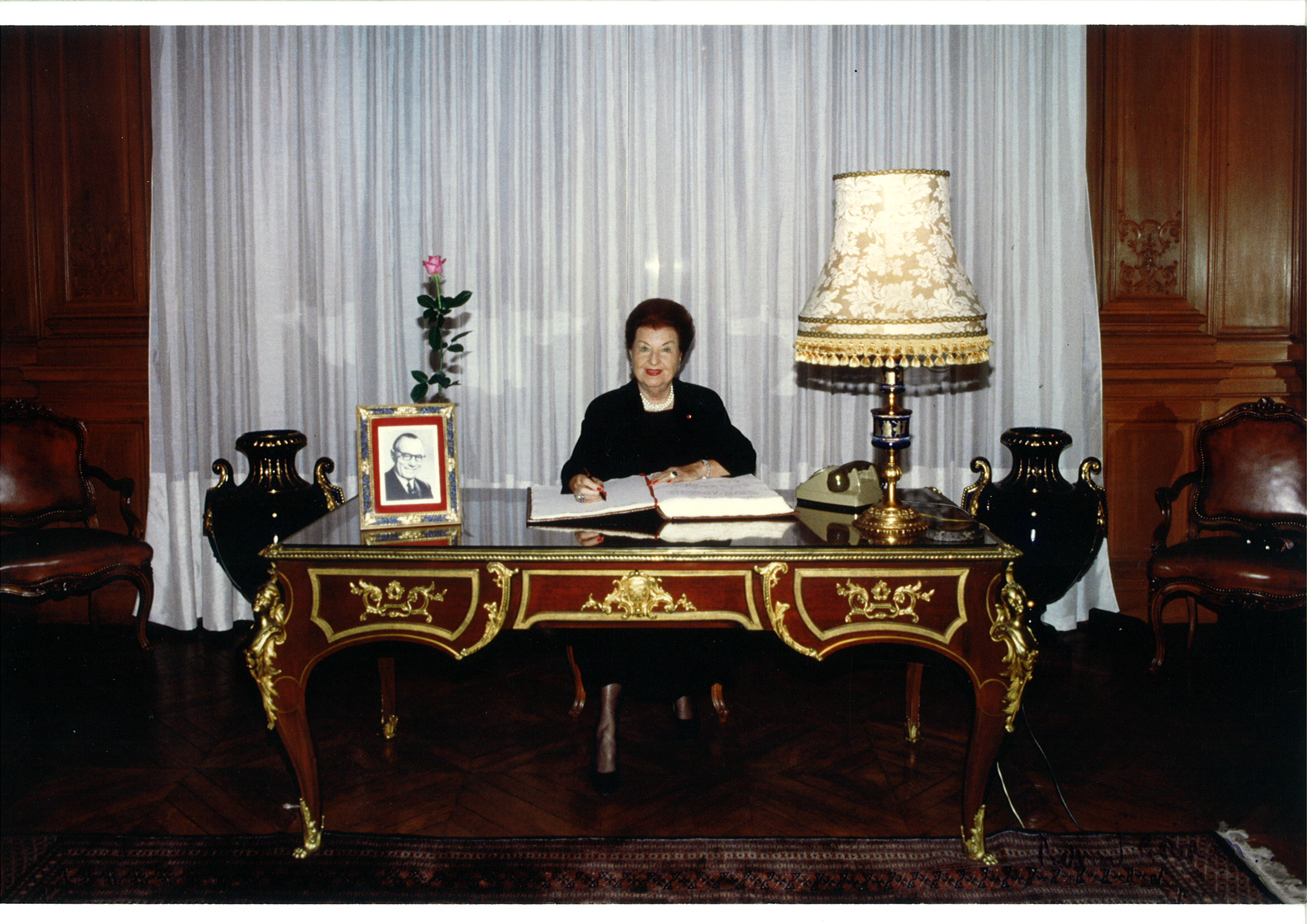
Simone Del Duca dans son bureau de l’hôtel Pereire.

L’engagement de Simone Del Duca pour sa fondation sera constant pendant près de 30 ans. Dès les premières années de la fondation, elle est très impliquée dans le prix mondial Cino-Del-Duca et les bourses littéraires. Elle lit ainsi chaque manuscrit, donne son avis et choisit les membres des jurys qui seront appelés à voter. Lorsque la fondation sera en difficulté financière au début des années 1990, elle fera une cession gratuite à la fondation de 90 % des parts qu’elle détient encore dans la société des industries Grafiche Cino Del Duca à Milan et qui, une fois les actions vendues, rapporteront près de 200 millions de francs à la fondation.

### À la recherche d’un modèle (1975-1985)
Simone Del Duca s’entoure de collaborateurs de longue date de son mari, de scientifiques qui lui ont notamment été présentées par Maurice Schumann. Ils apportent une caution scientifique aux travaux de la fondation. Le 18 avril 1975, un conseil d'administration est créé. Il a pour mission d’arbitrer parmi les différentes propositions d’aides et de subventions qui lui sont adressées. Pour l’aider, un comité scientifique est constitué, composé d’administrateurs et de spécialistes. 
Quant au prix mondial Cino-Del-Duca, son jury se compose d’académiciens (Roger Caillois, Maurice Genevoix, Jean d’Ormesson, Maurice Rheims, Jean Rostand…) – mais aussi de deux membres du conseil d’administration de la fondation : Louis Leprince-Ringuet et André Lwoff. 
Entourée de personnalités venant aussi bien du monde de la culture que des sciences, Simone Del Duca est soutenue et aidée pour légitimer sa position de grande mécène dans le monde de la philanthropique. 
Pour autant, durant les premières années de son existence, la fondation doit faire face à des difficultés financières récurrentes qui s’expliquent par l’importance des travaux effectués pour l’hôtel Pereire et par le caractère aléatoire de quelques-uns des placements financiers réalisés par Simone Del Duca.

### Les nouveaux statuts de la fondation (1985-2005)
Dès le début des années 1980, la perspective de léguer la direction de la fondation à l’Institut de France est évoquée. Le 8 juin 1982, Simone Del Duca échange avec Édouard Bonnefous, alors chancelier de l’Institut de France, quant à l’éventualité de léguer entièrement la fondation à l’Institut après sa mort, n'ayant pas de descendants. Cet échange la convainc de l’intérêt, notamment financier, pour la fondation d’être progressivement placée sous l’égide de l’Institut. Simone Del Duca a pris cette décision consciente que l’Institut inscrira le respect de ses intentions philanthropiques au cœur de son action et qu’il se portera garant des dispositions testamentaires qu’elle sera amenée à prendre dans le cadre d’une donation. 

### Institut de France: le début d’une ère nouvelle
Le projet de donation de la fondation Simone et Cino Del Duca à l’Institut de France aboutit en 1985 et sera effectif après la disparition de Simone Del Duca. 
Les nouvelles dispositions statutaires de la fondation sont approuvées par le ministère de l'Intérieur le 4 juillet 1985. Elles prévoient que « La Fondation sera dissoute lors du décès ou de la démission volontaire de madame Simone Del Duca » et que « l’ensemble des biens de la Fondation sera attribué à l’Institut de France, à charge pour lui, tout en maintenant le nom de Fondation Simone et Cino Del Duca, de poursuivre les buts et le programme tels que prévus et définis… »

### Depuis 2005 une fondation abritée par l’Institut de France
« Une grande dame nous a quittés… » C’est par ces mots que, le 17 mai 2004, Édouard Bonnefous, vice-président de la fondation, apprend aux administrateurs la disparition de leur présidente le 22 juin 2004. 
La transition vers le statut de « fondation abritée » à l’Institut de France avait été longuement préparée par Simone Del Duca. Concernant l’administration de la fondation, les termes des statuts d’août 1995 prévoyaient la mise en place d’une commission spéciale appelée Comité de Fondation Simone et Cino Del Duca. Celui-ci est composé du chancelier de l’Institut qui en est président de droit, de cinq membres de l’Institut représentant chacune des Académies, d’un membre du Conseil d’État et des administrateurs en activité au jour du décès de Simone Del Duca.
Depuis 1975, la fondation a distingué plus de 900 lauréats pour plus de 50 millions d’euros. 

## L’activité philanthropique

### Le développement des activités de la fondation
Dès 1975, la fondation s’est organisée pour délivrer prix, subventions et aides conformes à son objet social. Son activité va progressivement gagner en importance. En 1994, Simone Del Duca fait une donation d’un montant de 189 millions de francs à sa fondation. D’abord prise pour pallier les difficultés économiques engendrées par la crise économiques mondiale des années 1990, cette décision permet d’étendre considérablement le champ d’action philanthropique de la fondation, notamment avec la création de nouveaux prix. 
Alors qu’il travaille à la préparation des nouveaux statuts, Pierre de Bizemont dira de la décision de Simone Del Duca qu’elle « était heureuse de voir la vocation culturelle de la fondation consolidée par la création de nouveaux prix. Mais elle avait également le sentiment d’avoir, avec sa grande donation, mis tout en ordre. »

### Un acteur majeur dans le monde du mécénat
Chaque année, la fondation Del Duca distribue plus d'un million d’euros au moyen de l’attribution de prix et subventions décidés dans le cadre de ses différents comités.

#### Les grands prix de la fondation

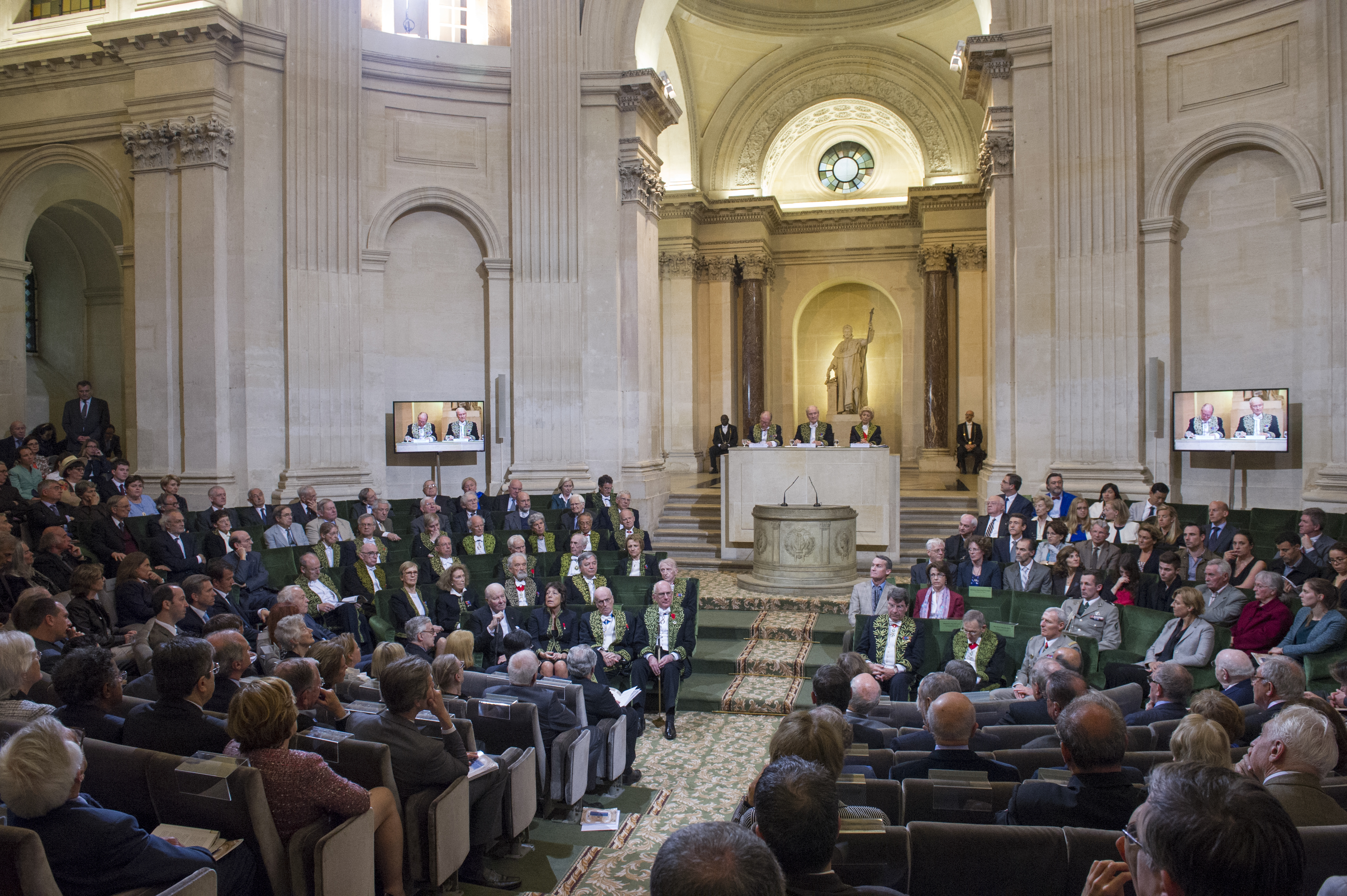
Remise du prix mondial Cino-Del-Duca sous la coupole de l'Institut de France.

Les grands prix sont initiés dès 1969 par Simone Del Duca avec la création du prix mondial Cino-Del-Duca, intégré à la fondation en juin 1975 dans un « souci d’indépendance et de continuité ». À partir de 2005, trois grands prix sont créés sous l’égide de l’Institut de France : le grand prix scientifique, le grand prix d’archéologie et, en 2014, le grand prix artistique ; en 2025 est créé un prix jeunesse.
Ces cinq grands prix font de la fondation Simone et Cino Del Duca la plus importante des « fondations prix » de l’Institut de France.
- Le prix mondial Cino-Del-Duca (200 000 €) vient couronner la carrière d’un auteur témoignant d’un message d’humanisme moderne. Il est décerné sur proposition d’un jury composé de douze membres des cinq Académies et de deux personnalités extérieures, sous la présidence du Secrétaire perpétuel de l'Académie française. Ont été notamment primés l’homme politique et poète sénégalais Léopold Sédar Senghor en 1978, Jean Leclant, l’écrivain algérien Kamel Daoud en 2019 ou encore l'écrivaine Dương Thu Hương en 2023[13].
- Le grand prix scientifique (275 000 €), sur proposition de l’Académie des sciences, il récompense un chercheur français ou européen et son équipe, présentant un projet de recherche remarquable sur un thème relevant alternativement de différentes disciplines scientifiques. Il est attribué sur proposition d’un jury d’experts de l’Académie des sciences[14]. Parmi ces prix scientifiques figure un prix de cancérologie, Cino Del Duca étant lui-même mort d'un cancer[11].
- Le grand prix d’archéologie (150 000 €), le plus important au monde dans ce domaine, est décerné sur proposition de l’Académie des inscriptions et belles-lettres pour aider au rayonnement de l’archéologie française, en France et à l’étranger[15].
- Trois prix artistiques sont décernés, sur proposition de l’Académie des beaux-arts, alternativement dans les domaines de la peinture, de la sculpture et de la composition musicale : un grand prix artistique de 100 000 €, récompensant l’ensemble d’une carrière internationale et deux prix de confirmation de 25 000 € chacun, remis dans les deux disciplines non concernées par le grand prix.
- Le prix jeunesse, créé en 2025, car, selon Xavier Darcos[16], « Il y a de plus en plus de jeunes écrivains, de jeunes chercheurs, qui sont un peu en difficultés pour commencer leur carrière[11]. »

#### Le cycle d’étude de l’Académie des sciences morales et politiques
La fondation accueille et finance des cycles d’étude organisés et dirigées par l'Académie des sciences morales et politiques.
Le 7 mars 2023 a eu lieu l’inauguration du cycle d’études « Culture G » de l’Académie des sciences morales et politiques, soutenu par la fondation, sous la direction d’Olivier Houdé, membre de l’Académie. 

### Subventions et soutiens
La fondation déploie également son action par l’attribution annuelle de différents autres prix (cancérologie, soutien à la création littéraire…) ainsi que des subventions scientifiques et en sciences sociales. Elle apporte par ailleurs son soutien à des projets en accord avec ses missions. Entre les subventions, les bourses et les prix, ce sont près de deux millions d'euros qui sont distribués chaque année, les cinq grands prix représentant, en 2022, une dotation totale de 775 000 €.

#### Un partenariat historique avec la Bibliothèque nationale de France
En 1998, Jean-Pierre Angrémy, président de la Bibliothèque nationale de France (BnF), propose la mise en place d’un cycle de conférences à la BnF financé par la fondation. Depuis lors, celle-ci soutient plusieurs projets portés par la BnF comme les « résidences culturelles et littéraires », permettant d’accueillir à plusieurs reprises ou sur une période donnée un auteur ou un créateur.

#### Subventions des ateliers d’écriture Science Po
Aussi, la fondation soutient le Centre d’écriture et de rhétorique de Sciences Po. En 2022, ce partenariat a notamment permis la mise en place d’une résidence d’écriture organisée à l’Institut mémoires de l'édition contemporaine.

### Radio
- « La Fondation Simone et Cino Del Duca a cinquante ans », France Culture, Le Point culture, avec Xavier Darcos, le 24 mars 2025